# Phonoscène

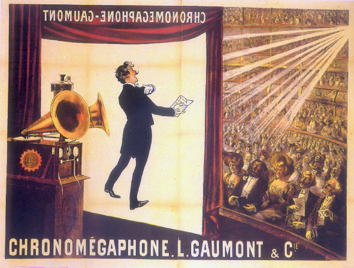
Une publicité pour le chronophone présentant une phonoscène.

Phonoscène est l'appellation donnée par l'industriel Léon Gaumont à des films de cinéma synchronisés à des enregistrements phonographiques selon le procédé du Chronophone mis au point par Georges Demenÿ, un transfuge de la « Station physiologique » (laboratoire) d'Étienne-Jules Marey, qui furent enregistrés dès 1902 sous la direction d'Alice Guy, la première femme réalisatrice de l'histoire du cinéma. Ce sont parmi les premiers exemples de films musicaux, après ceux du Phono-Cinéma-Théâtre.
Le chronophone était basé sur une synchronisation approximative d'un phonographe avec une caméra de prise de vues, d'abord au format 58 mm Gaumont, puis au format standard international, le 35 mm de Thomas Edison. La synchronisation était rendue par le même dispositif lors de la projection. Le démarrage de chaque machine se faisait au même moment, mais il n'y avait aucun lien - mécanique ou électrique - entre les deux, pour assurer et maintenir un quelconque synchronisme du déroulement du film avec l'émission du son.
La technique de fabrication était d'abord de faire enregistrer une chanson par gravure sur un cylindre de cire (et plus tard sur un disque de cire) à l'aide d'une aiguille d'acier activée par les vibrations du son sur la membrane qui la portait. Puis, sur le plateau de tournage, on mettait en mouvement la caméra en même temps qu'un phonographe : c'est ce qu'on appelle aujourd'hui un playback ; le chanteur suivait l'enregistrement de sa propre voix et de l'orchestre d'accompagnement. L'astuce évitait ainsi de recommencer une prise de vues à cause d'un problème d'enregistrement ou d'interprétation. Les phonoscènes se présentent sous la forme d'un plan en pied (appelé plan moyen) d'environ 3 minutes. Pour d'autres prestations que les chansons (sketches, monologues), la gravure était faite sur le plateau même, au moment du tournage. Un grand nombre de Phonoscènes utilisaient un disque déjà commercialisé par une firme phonographique (les marques : Odéon, Zonophone, Gramophone, Fonotipia, Idéal, Favorit, APGA, Appolon, Aérophone ont été identifiées) sur lequel l'artiste chantait en playback.
La production de phonoscènes peut être classée en quatre catégories : chansons, airs d'opéra populaires, airs d'opérettes et enfin une dernière catégorie regroupant les scènes de danse, les monologues, saynètes, assauts d'escrime. Une autre appellation, les filmparlants rassemble des saynètes comiques.

## L'ère des phonoscènes (1902-1917)
La production expérimentale débute en 1902. Le premier catalogue date de 1907. Déconsidérée lors du déclenchement de la Première Guerre mondiale, qui déstabilise le cinéma européen (arrêt des productions de Georges Méliès, par exemple), la diffusion des phonoscènes cesse définitivement en 1917.
Des phonoscènes sont présentées au théâtre de la 39e rue à New York les 5, 6 et 7 juin 1913.
Jean-Jacques Meusy estime à 774 le nombre de phonoscènes produites par Gaumont.
Le catalogue en ligne des archives Gaumont-Pathé en recense aujourd'hui 140.
Avant les Scopitones et les Cinéphonies, l'ère des phonoscènes présente une des « histoires paratactiques » du clip,.

### Diffusion
Les phonoscènes sont d'abord présentées lors de séances exceptionnelles organisées par Léon Gaumont à l'académie des sciences. Gaumont reproduit ainsi la stratégie de Thomas Edison et des frères Lumière : faire valider l'avancée technique par des institutions savantes. À partir de 1907, la diffusion s'élargit (foires, bordels, brasseries, café-concerts...) en même temps que se sédentarise la projection cinématographique. À partir de 1910, la diffusion est à la fois régulière (4 nouvelles phonoscènes par semaine) et massive (plusieurs milliers de spectateurs par jour à Paris).

#### Lyon
Outre les projections foraines, Martin Barnier évoque des diffusions au Nouvel Alcazar en mars-avril 1910 puis à la Scala de l'été 1912 jusqu'à la déclaration de la guerre de 1914-1918.

#### Montpellier
Martin Barnier évoque une diffusion massive (des milliers de spectateurs) à l’Hippodrome de Montpellier autour de 1910. À la même époque, des projections-synchronisations régulières ont lieu à la brasserie Guillaume-Tell.

#### Saint-Étienne
Projections massives dans la salle Gaumont de la ville à partir du 25 avril 1913 jusqu'à la déclaration de guerre.

#### Toulouse
Les Nouveautés (un temps cinéma Gaumont-Nouveautés du boulevard Carnot, aujourd'hui fermé) présente des phonoscènes en décembre 1907.

#### Paris
Entre 1910 et 1917, quatre phonoscènes sont présentées chaque semaine en première partie de programme des cinémas parisiens  Gaumont. Deux au Gaumont Palace et deux autres (différentes) au Cinéma-Théâtre-Gaumont (7, boulevard Poissonnière), à Paris.

### Attribution
La réalisation des phonoscènes est assurée au début par Alice Guy puis par Louis Feuillade.
Selon Bernard Bastide, Étienne Arnaud a dirigé onze phonoscènes d'opéra  suivants :
- (n° 301) Valse extrait de Roméo et Juliette  Tournage le 9 janvier 1907.
- (n° 302) Cavatine extrait de Roméo et juliette  Tournage le 9 janvier 1907.
- (n° 303)  Rachel, quand au Seigneur extrait de La Juive  Tournage les  16 et 18 janvier 1907.
- (n° 304) Cavatine extrait de La Juive– CAVATINE  Tournage les 16 et 18 janvier 1907.
- (n° 305) Dieu m'éclaire extrait de La Juive Tournage les 16 et 18 janvier 1907.
- (n° 306) Duo du 4e acte extrait de La Juive Tournage les 16 et 18 janvier 1907.
- (n° 308) Évocation des Nonnes extrait de Robert le Diable Tournage le 16 janvier 1907 ; 26 août 1907.
- (n° 319) Pour tant d'amour, extrait de La Favorite Tournage le 15 mars 1907.
- (n° 320) Ô Mon Fernand, extrait de  La Favorite Tournage le 15 mars 1907.
- (n° 321) Duo du 1er acte extrait de La Favorite Tournage le 15 mars 1907.
- (n° 322) Jardins de l'Alcazar extrait de La Favorite Tournage le 15 mars 1907.

En Angleterre, Artur Gilbert, pour le compte de la Gaumont-British Picture Corporation, en synchronise 33 en 1906, 54 en 1907 et 15 en 1908[réf. souhaitée]. Sans doute assiste-t-il à la séance spéciale organisée pour présenter l'invention à la reine consort Alexandra de Danemark, le 4 avril 1907, et lors de laquelle sont présentées :
- L'Air du Miserere (extrait du Trouvère de Verdi)
- The Captain Song (extrait de l'operette H.M.S. Pinafore de Gilbert et Sullivan)
- Tit-Willow (extrait de l'opéra comique Le Mikado de Gilbert et Sullivan)
- This Little Girl and That (extrait de la pièce musicale The Little Michus d'Albert Vanloo, Georges Duval et André Messager)
- La Serenade issue de Faust

## Première exhumation
Dans les années cinquante, un "cinquantenaire du cinéma sonore" (en 1952?) tente de réhabiliter la mémoire des phonoscènes lors d'une séance spéciale présentant le Chronophone conservé au Musée des arts et métiers ou au Conservatoire national des arts et métiers[réf. nécessaire].

## Diffusion télévisée

### Fin des années 1970
Plusieurs phonoscènes sont diffusées à la télévision pendant la saison 1977-1978 dans l'émission hebdomadaire Dimanche Martin produite et animée par Jacques Martin. Les séquences «Le Musical de l'Au-delà» ou le « Grand Album »  permet à Pierre Philippe de « se transformer en mineur de fond au sein des archives Gaumont ». Bien avant que les historiens ne s'intéressent aux phonoscènes, le grand public en prend connaissance grâce à cette émission très populaire. Pierre Philippe réalise ensuite pour Arte un documentaire en deux parties, Le roman du music-hall, diffusé en décembre 1993, dans lequel sont également présentés quelques phonoscènes.

### Années 2000
Lors d'une soirée Thema consacrée fin 2005 à l'histoire du clip, le court documentaire Clipausaurus Rex de Philippe Truffault évoque les phonoscènes (ainsi que les song-slides) parmi les plus anciens ancêtres du clip. Quelques phonoscènes sont par la suite éditées sur DVD par Lobster ou Gaumont. 

## Quelques phonoscènes visibles en DVD ou aux Archives françaises du film
- (n° 136) L'Anatomie du conscrit par Polin (sur le DVD Gaumont Le Cinéma premier vol. 1)
- (n° 147) Lilas blanc par Félix Mayol (visible sur le DVD Gaumont Le Cinéma premier vol. 1)
- (n° 149) La Polka des trottins par Félix Mayol (visible sur le DVD Gaumont Le Cinéma premier vol. 1)
- (n° 153) À la cabane bambou par Félix Mayol (Archives françaises du film) absent du catalogue en ligne[réf. souhaitée]
- (n° 154) Questions indiscrètes par Félix Mayol (visible sur le DVD Gaumont Le Cinéma premier vol. 1)
- (n° 155)  La Matchiche par Félix Mayol (Archives françaises du film) absent du catalogue en ligne[réf. souhaitée]
- (n° 167) Le Vrai Jiu-jitsu par Dranem (sur le DVD Gaumont Le Cinéma premier vol. 1)
- (n° 168) Five O'Clock Tea par Dranem (sur le DVD Gaumont Le Cinéma premier vol. 1)
- (n° 635) Ce que c'est qu'un drapeau par Gaston Dona (visible sur le DVD inclut dans Le Muet a La parole)[16]
- (n°672) Légende du Roi Gambrinus 1911 (visible sur le DVD Lobster Film A la recherche du son).
- (n° 710) Fumeur d'Opium par Adolphe Bérard, diffusée au Gaumont Palace 16 mai 1913, visible sur DVD[16]
- (n° 762) J'ai du Cinéma, dernière phonoscène diffusée au Gaumont Palace le 29 juin 1917[1].  visible sur DVD[16]
- (n° 774) Chemineau chemine, dernière phonoscène produite[6]  visible sur DVD[16].